# 幸福くん
「幸福くん」（しあわせくん）は、1966年7月1日に発売された伊東ゆかりのシングル。

## 解説
- 本楽曲には口笛が使用されている。

- 伊東ゆかりのベストアルバムや、作曲した宮川泰のアルバムに収録されている。

## 収録曲
1. 幸福くん [02:48]
作詞：岩谷時子／作曲・編曲：宮川泰
2. もう一人私がいたら [02:19]
作詞：名村宏／作曲：山本雅之／編曲：森岡賢一郎